# Catedral del Sagrado Corazón (Maliana)
La Catedral del Sagrado Corazón o simplemente Catedral de Maliana y más formalmente Catedral del Sagrado Corazón de Jesús (en portugués: Catedral do Sagrado Coração de Maliana) es el nombre que recibe un edificio religioso afiliado a la Iglesia católica que se encuentra en la localidad de Maliana en el distrito de Bobonaro, Timor Oriental, cerca de la frontera con Indonesia.
El templo sigue el rito romano o latino y sirve como la sede de la diócesis de Maliana (Dioecesis Malianensis o Diocese de Maliana) que fue creada en 2010 mediante la bula "Missionalem Ecclesiae" del papa Benedicto XVI.
Esta bajo la responsabilidad pastoral del obispo Norberto Do Amaral.